# پل گریمو
پل گریمو (فرانسوی: Paul Grimault‎) (زاده ۲۳ مارس ۱۹۰۵ - درگذشته ۲۹ مارس ۱۹۹۴) یکی از مشهورترین پویانماهای اهل فرانسه بود
وی برنده جایزه سزار افتخاری در سال ۱۹۸۹ شد

## بخشی از آثار
- شاه و پرنده (۱۹۸۰)
- دخترک چوپان و دودکش پاک کن (۱۹۵۳ با همکاری پیر گریمو)